# إيما أندرسون (مغنية)
إيما أندرسون (بالسويدية: Emma Andersson)‏ هي مقدمة تلفزيونية ومغنية وعارضة سويدية، ولدت في 24 أبريل 1979 في Ängelholm Municipality ‏ في السويد.

## وصلات خارجية
- إيما أندرسون على موقع IMDb (الإنجليزية)
- إيما أندرسون على موقع ميوزك برينز (الإنجليزية)